# Renato (альбом)
Renato — пятый студийный альбом итальянской певицы Мины, выпущенный в декабре 1962 года на лейбле Italdisc.

## Об альбоме
Пластинка представляет собой сборник, выпущенных Миной в основном в 1962 году песен (за исключением «Sabato notte» и «Un tale» — они 1961 года). Единственная новая песня на альбоме — «Chopin cha cha». Примечательно, что в альбом не был включен сингл «Il disco rotto», выпущенный в октябре 1962 года, хотя его би-сайд «Si lo so» был включён на альбом Stessa spiaggia, stesso mare 1963 года.
Многие песни Мина исполняла на других языках. «Eclisse twist» была перезаписана на французском языке под названием «Eclipse twist», её можно найти на сборнике Notre étoile (1999). Также на французском и испанском языках существует песня «Renato». Мина также записала оригинальную версию «Da chi» («Y de ahí») и испанскую версию «Chihuahua». Оригинальные версии песен были включены во множество неофициальных сборников в 1990-е годы, официально ремастеринговые версии песен из альбома были изданы на сборнике Ritratto: I singoli Vol. 2 в 2010 году.
Альбом был выпущен в декабре 1962 года. Переиздание вышло в 1998 году на лейбле Raro! Records.
Песни из альбома звучали в фильмах и телепередачах. «Sabato notte» стала главной темой музыкального телешоу «Studio Uno», а «Stringimi forte i polsi» — песенного конкурса «Канцониссима». Песня «Eclipse twist» стала заглавной темой итальянского фильма «Затмение» Микеланджело Антониони. Композицию «Renato» певица исполняет в комедии «Свидание в Ривьере».

## Список композиций
| №  | Название            | Автор(ы)                                               | Длительность |
| -- | ------------------- | ------------------------------------------------------ | ------------ |
| 1. | «Renato (Renata)»   | Альберто Теста, Альберто Кортес                        | 2:08         |
| 2. | «Improvvisamente»   | Антонио Амурри, Джанни Феррио                          | 2:59         |
| 3. | «Da chi (Y de ahí)» | Джорджо Калабрезе, Мигель Густаво                      | 1:53         |
| 4. | «Le tue mani»       | Макель Монтано, Пино Спотти                            | 3:39         |
| 5. | «Chihuahua»         | Джорджо Калабрезе, Антония Берточчи, Мануэсто Де Понти | 2:10         |
| 6. | «Il soldato Giò»    | Орнелла Феррари, Винченцо Ди Паола, Сандро Таккани     | 2:04         |

| №  | Название                  | Автор(ы)                               | Длительность |
| -- | ------------------------- | -------------------------------------- | ------------ |
| 1. | «Vola vola da me»         | Альберто Теста, Витторио Буффоли       | 2:18         |
| 2. | «Eclisse twist»           | Микеланджело Антониони, Джованни Фуско | 2:50         |
| 3. | «Stringimi forte i polsi» | Лео Кьоссо, Дарио Фо, Фьоренцо Капри   | 2:31         |
| 4. | «Sabato notte»            | Дино Верде, Бруно Канфора              | 2:36         |
| 5. | «Chopin cha cha»          | Хорхе Каландрелли                      | 2:13         |
| 6. | «Un tale»                 | Альдо Альберини, Бруно Канфора         | 3:27         |